# Csisztafürdő
Csisztafürdő, más néven Csisztapuszta a Somogy vármegyei Buzsák egyik településrésze. A 2022-es népszámlálás szerint 105 fős állandó lakossággal rendelkező helység kedvelt turisztikai célpont termálfürdőjének köszönhetően.

## Elhelyezkedése

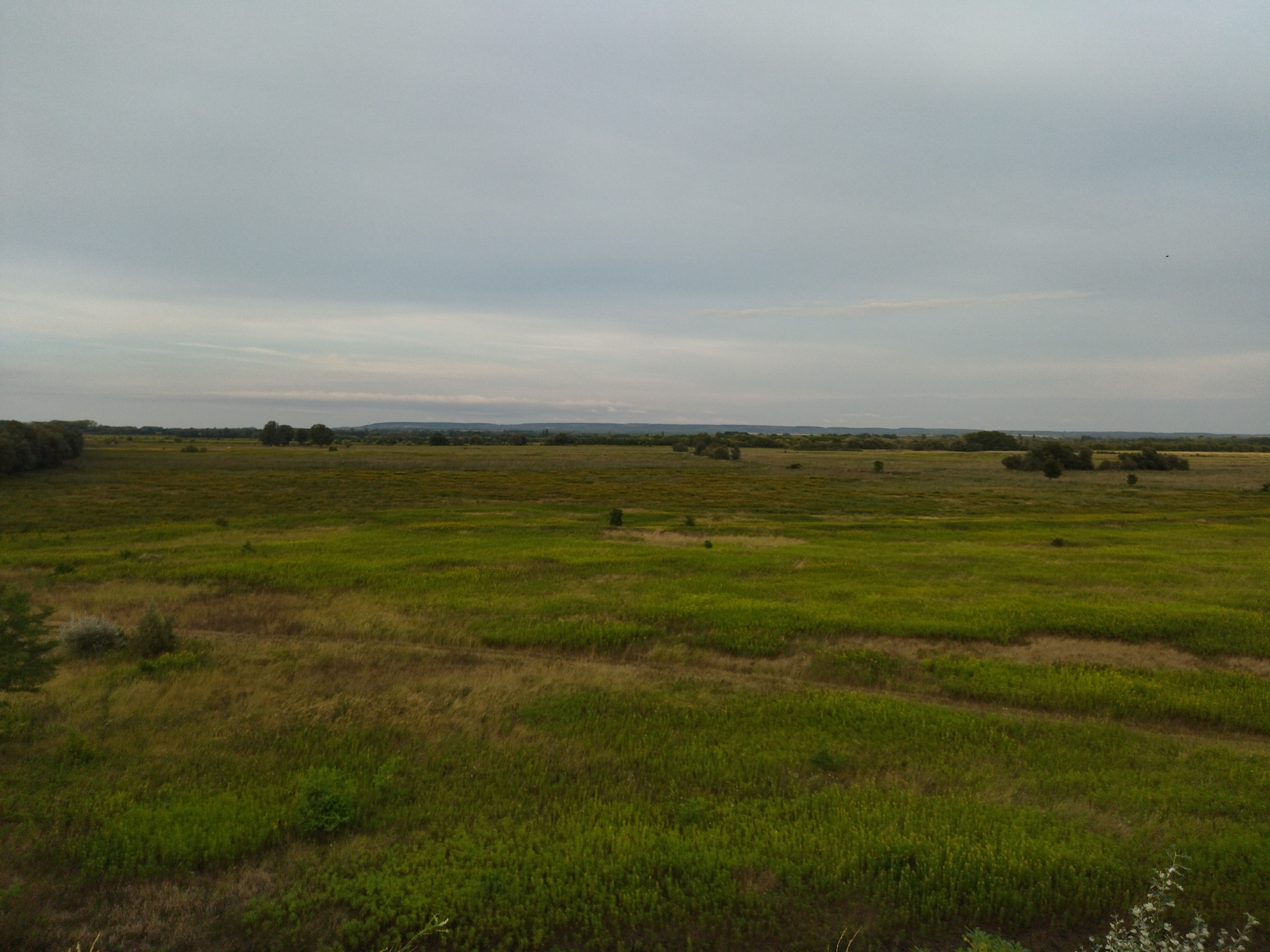
A Nagy-Berek Csisztapuszta mellett

Csisztapuszta a Nagy-Berek mára lecsapolt mocsarának déli szélén fekszik, mintegy 4,5 km-re északra Buzsák belterületétől. A településrésztől északi irányban Fonyód városa és a Balaton-part nagyjából 6 km-re található. A KSH adatai szerint 43 lakás található itt.
A helység két egymástól élesen elváló részre tagolódik. Északon a gyógyfürdő épülete mellett található a főtér (Fürdő tér), valamint a komplexumot körülvevő nyaralók csoportja. A zsebkendőnyi telkeken apró házak sora húzódik egészen a Berek széléig. Ezzel szemben a déli, Buzsák felé eső oldalon a Fonyódi és a Buzsáki utca mentén tipikus falusi házak és mezőgazdasági épületek állnak. A két épületcsoport között helyezkedik el a Csisztafürdő vasútállomás, a Balatonfenyvesi Gazdasági Vasút csisztai szárnyvonalának végállomása.

## Története

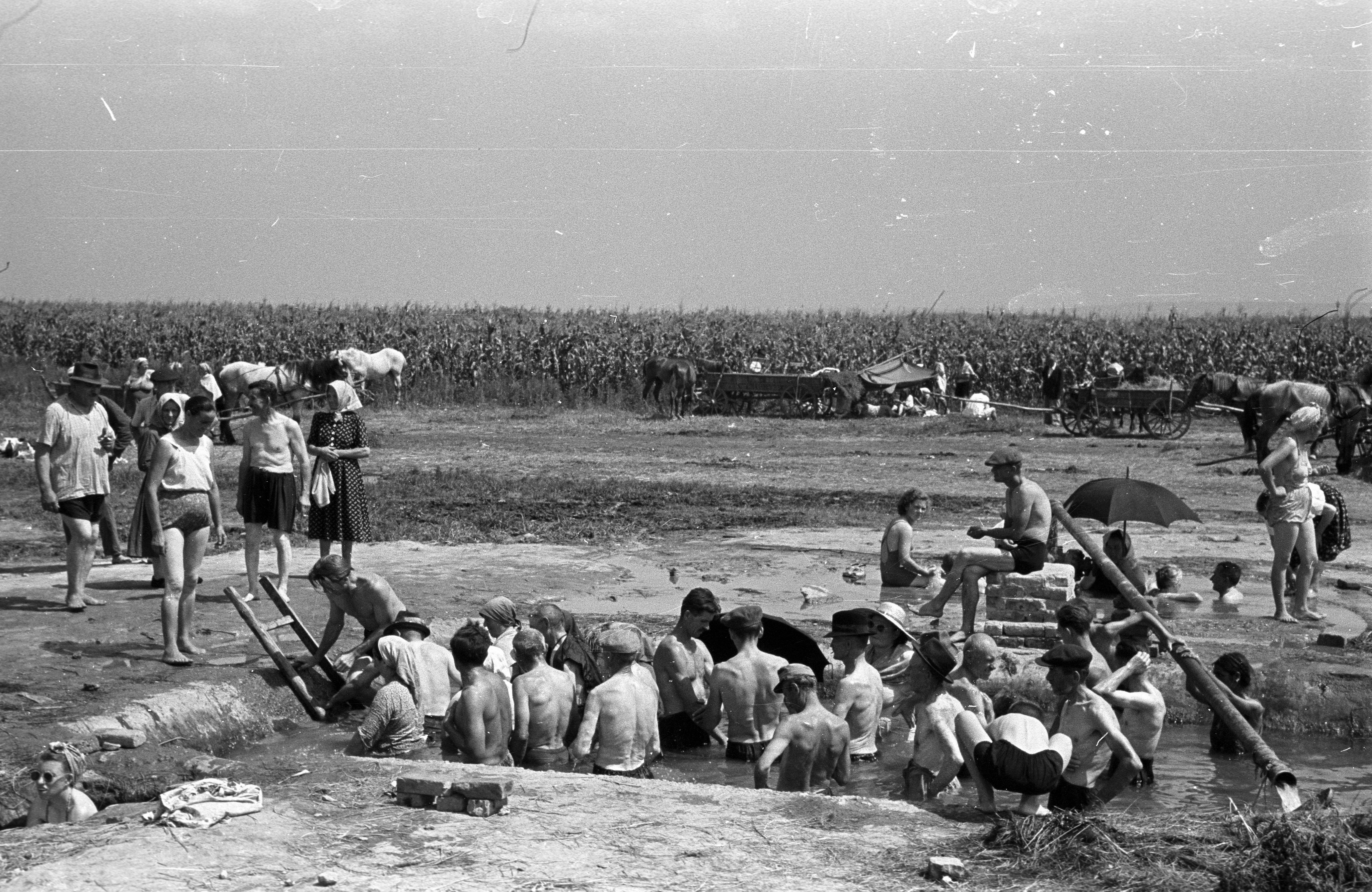
Fürdőzők Csisztapusztán 1956-ban vagy '57-ben

A mocsaras Nagy-Bereket a 20. század első évtizedeiben lecsapolták, és a második világháború után megkezdődött az intenzív mezőgazdasági tevékenység a területen. Csisztapusztát a Nagyberki Állami Gazdaság részeként alapították és zöldség- és gabonatermesztést, valamint sertéstenyésztést végeztek itt. Hogy megkönnyítse az áruk szállítását, 1950 megkezdődött a keskeny nyomtávú Balatonfenyvesi Gazdasági Vasút kiépítése, amely Imremajorral és Balatonfenyvessel kötötte össze a települést. A csisztapusztai szárnyvonal utolsóként, 1956-ban készült el. A karbantartás hiánya miatt a vonatközlekedés 2002-ben megszűnt, azonban 2021-ben felújították a vonalat, és azóta ismét közlekednek a szerelvények.
1956-ban geológusok kőolaj után kutatva próbafúrásokat végeztek a területen, de a remélt energiahordozó helyett termálvizet találtak. A felszínre szabadon kifolyó 42°-os vizet elsőként a helyi munkások hasznosították, akik gödröket ástak és azokban fürdőztek. A spontán kialakuló fürdőhelyre egyre több reumás panaszú vendég érkezett, így a buzsáki tanács is felismerte a helyszínben rejlő lehetőségeket és betonmedencéket építtetett. 1958-ban már 40 000 látogató érkezett. A ként tartalmazó, igazoltan hatásos termálvizet bőr, reumatikus és mozgásszervi betegségek, valamint nőgyógyászati gyulladások gyógyítására használják. A turizmus az 1970-es években lendült fel igazán, ekkor épültek fel az apró üdülőtelep házai a fürdőkomplexum köré, valamint a vendégeket kiszolgáló kávézók, étterem, fodrászat és masszőrszalon is. Sok turista a balatoni nyaralását egészíti egy csisztafürdői látogatással, ha a rossz idő nem tesz lehetővé más programokat. 2022-ben az Európai Unió, valamint a kormány támogatásával megkezdődött a Fonyódot és Csisztafürdőt összekötő bicikliút kiépítése.

## Képgaléria

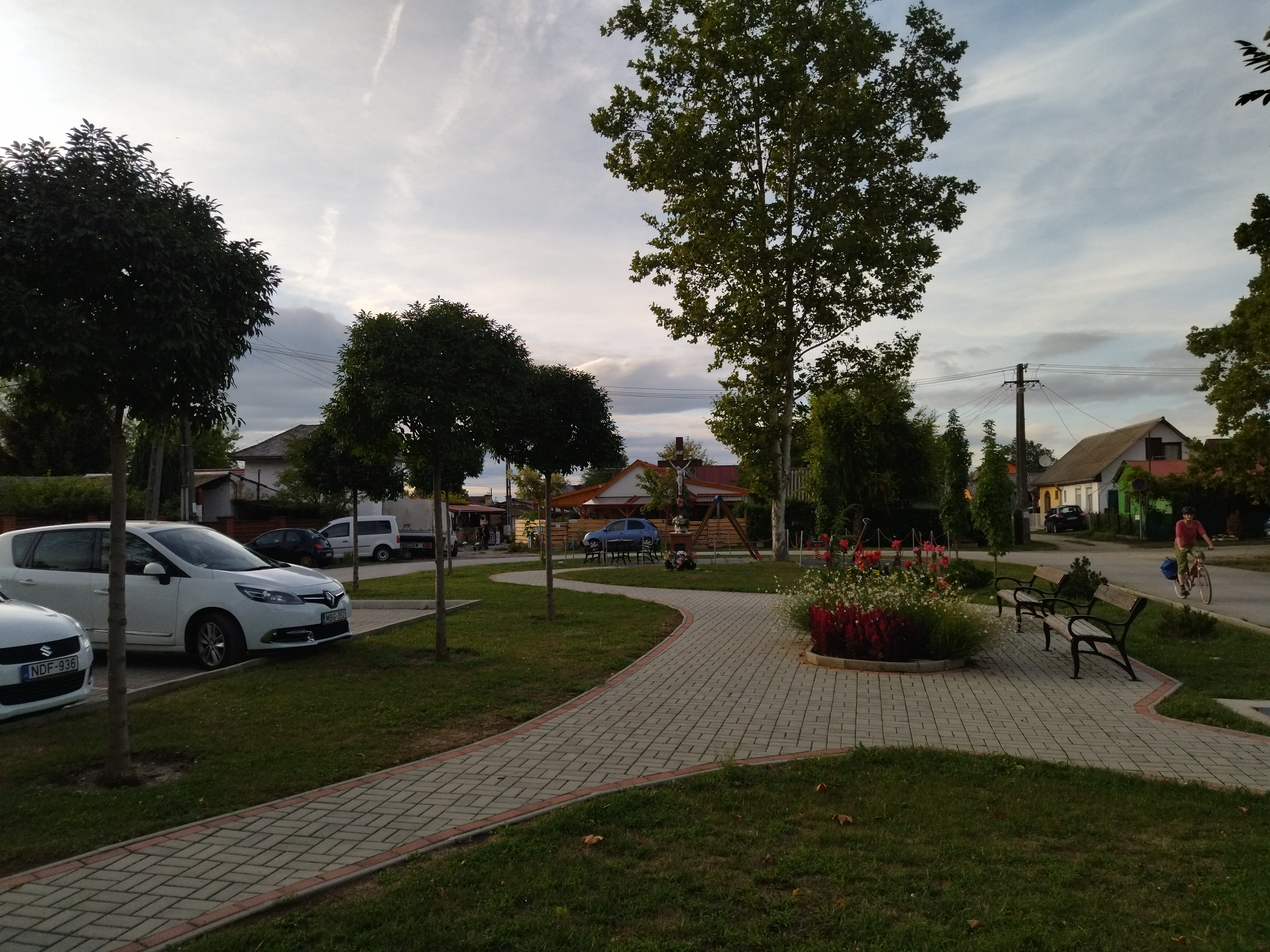
A Fürdő tér, Csisztapuszta főtere
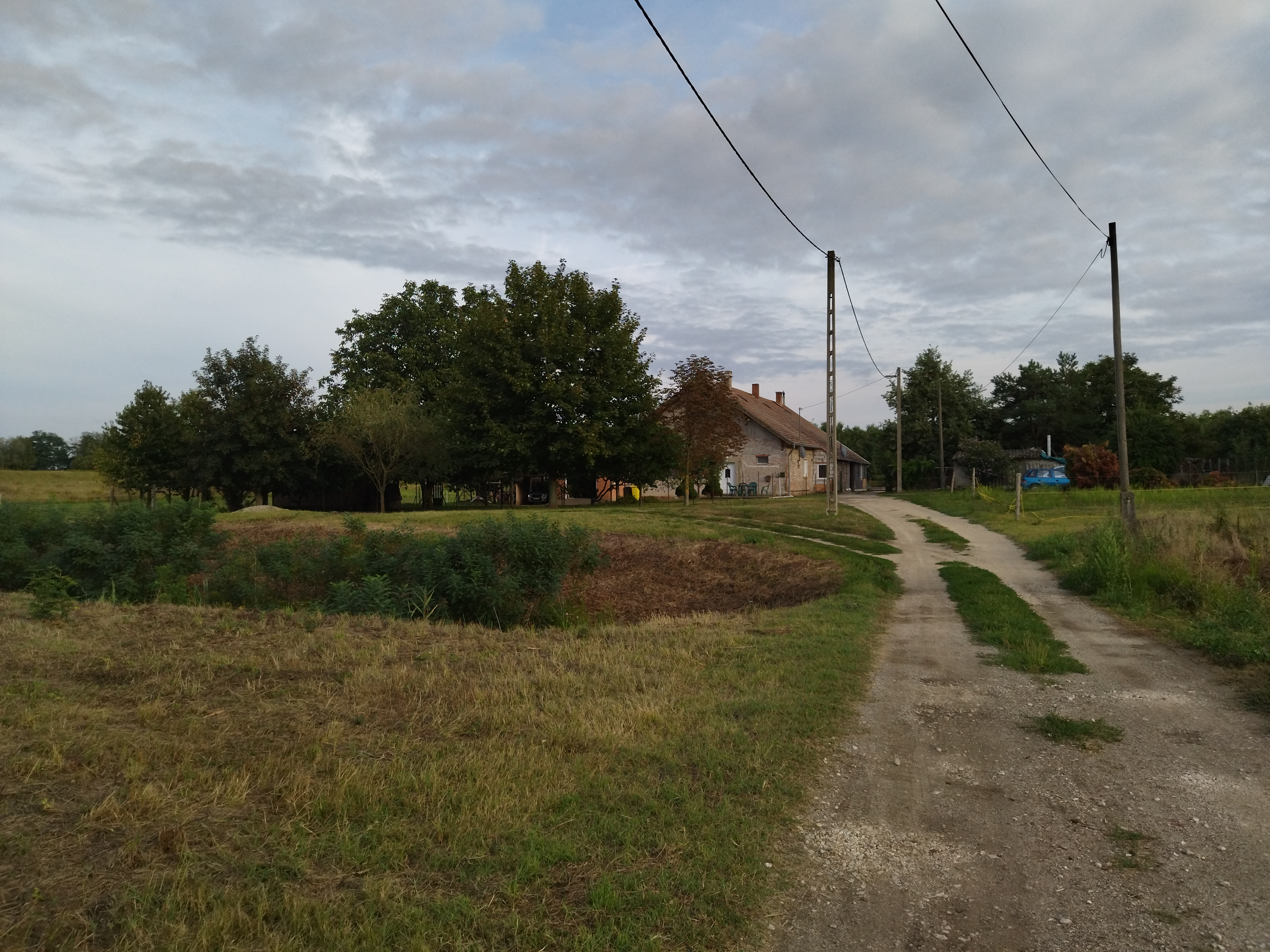
Ház a településrész Buzsák felé eső végén
A Balatonfenyvesi Gazdasági Vasút térképe
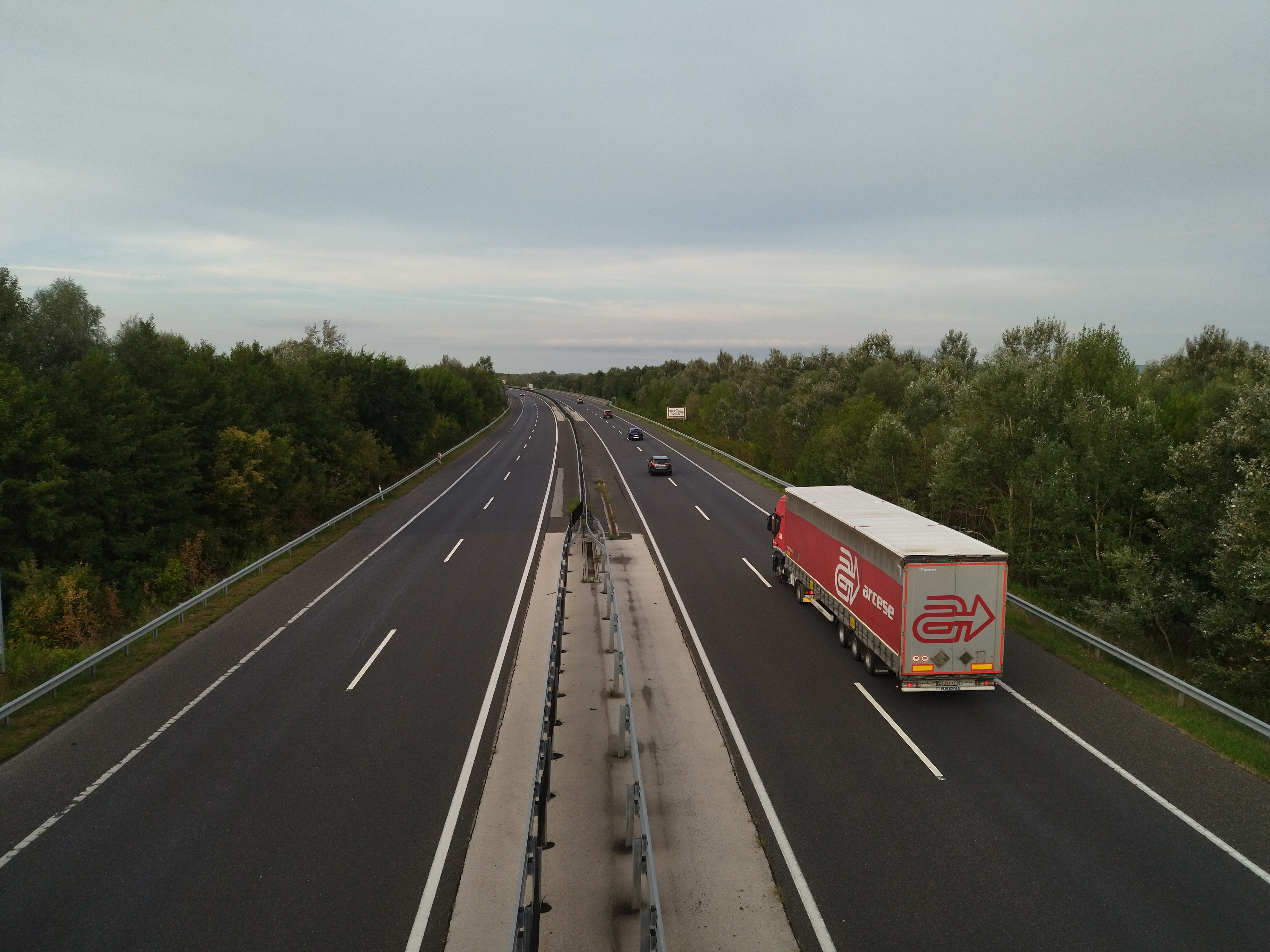
Az M7-es autópálya Csisztapuszta mellett